# Heinrich Friedrich (Hohenlohe-Langenburg)
Heinrich Friedrich, Graf zu Hohenlohe-Langenburg (* 7. September 1625 in Langenburg; † 2. Juni 1699 ebenda) war ein deutscher Regent. Er war von 1628 bis 1699 regierender Graf von Hohenlohe, seit 1650 Graf zu Hohenlohe-Langenburg. 

## Abstammung
Graf Heinrich Friedrich wurde als jüngstes Kind von Graf Philipp Ernst zu Hohenlohe-Langenburg und dessen Frau Gräfin Anna Maria zu Solms-Sonnenwalde geboren.

## Herrschaft
Graf Heinrich Friedrich trat die Herrschaft nach dem Tod des Vaters 1628 gemeinsam mit seinem älteren Bruder Joachim Albrecht an. Im Jahre 1650 teilten sich die Brüder auf in die Linien Hohenlohe-Kirchberg und Hohenlohe-Langenburg. Der Bruder Joachim Albrecht erhielt bei der Teilung 1650 Kirchberg und Heinrich Friedrich 1650 Langenburg. Somit war er Chef des Hauses Hohenlohe-Langenburg und erbaute den Glockenturm der Langenburger Stadtkirche, der vier Glocken trägt und noch heute steht. Der Graf bemühte sich intensiv und erfolgreich um die Konsolidierung der im Dreißigjährigen Krieg schwer geprüften Grafschaft sowie um Verringerung der Staatsschulden. Mit dem Tod von Graf Joachim Albrecht fiel 1675 Kirchberg ebenfalls an Graf Heinrich Friedrich.    

## Nachkommen
Die älteren Nebenlinien des Hauses Hohenlohe-Neuenstein, die nach der 1555 festgelegten Hauptlandesteilung entstanden sind, starben im Laufe der Zeit aus. Somit ist Graf Heinrich Friedrich der letzte gemeinsame Stammvater der noch bestehenden Neuensteiner Linien Hohenlohe-Langenburg und Hohenlohe-Öhringen. 
Am 25. Januar 1652 heiratete er Gräfin Eleonore Magdalene von Hohenlohe-Weikersheim (1635–1657), Tochter seines Onkels Georg Friedrich von Hohenlohe-Weikersheim (1569–1645), die allerdings schon 1657 starb.
- Sophia Maria (*/† 1653)
- Philipp Albrecht (*/† 1654)
- Maria Magdalena (*/† 1655)
- Ernst Eberhard Friedrich (1656–1671)

Am 27. Juni 1658  heiratete er Gräfin Juliana Dorothea zu Castell-Remlingen (1640–1706).
Aus der Ehe gingen folgende Kinder hervor:
- Graf Albrecht Wolfgang (1659–1715) ⚭ Gräfin Sophia Amalia von Nassau-Saarbrücken (1666–1736), Stammeltern der Linie Hohenlohe-Langenburg
- Christina Juliana (*/† 1661)
- Ludwig Christian (1662–1663)
- Philipp Friedrich (1664–1666)
- Sophia Christiana Dorothea (*/† 1666)
- Luise Charlotte (1667–1747) ⚭ Graf Ludwig Gottfried von Hohenlohe-Waldenburg (1668–1728)
- Graf Christian Kraft (1668–1743) ⚭ Gräfin Maria Katharina zu Hohenlohe-Waldenburg (1680–1761); Stammeltern der Linie Hohenlohe-Ingelfingen, die 1805 Öhringen erbte. Zum Stammhalter wurde einer der jüngeren Söhne dieser Ehe, der das Erwachsenenalter erreichte, seit 1764 Fürst Heinrich August zu Hohenlohe-Ingelfingen
- Eleonora Juliana (1669–1730) ⚭ Graf Johann Ernst von Hohenlohe-Öhringen (1670–1702)
- Maria Magdalena (1670–1671)
- Graf Friedrich Eberhard (1672–1737), Stammvater der Linie Hohenlohe-Kirchberg, die 1861 ausstarb

⚭I 1701: Friederike Albertine zu Erbach-Fürstenau (1683–1709);
⚭II 1709: Auguste Sofie von Württemberg (1691–1743)
- Johanna Sophie (1673–1743) ⚭ Graf Friedrich Christian zu Schaumburg-Lippe (1655–1728)
- Christiana Maria (1675–1718), Nonne in Gandersheim
- Moritz Ludwig (1676–1679)
- Augusta Dorothea (1678–1740) ⚭ Heinrich XI. Graf Reuss zu Schleiz (1669–1726)
- Philippine Henriette (1679–1751) ⚭ Graf Ludwig Kraft von Nassau-Saarbrücken (1663–1713)
- Ernestine Elisabeth (1680–1721)